# Чулуутын-Гол
Чулуутын-Гол (устаревшая транскрипция Чулутын-Гол) — несудоходная река в Монголии. Впадает справа в реку Идэр, приходясь её крупнейшим притоком, а начало берёт на севере Хангайских гор. Относится к бассейну Селенги. Длина реки Чулуутын-Гол составляет 415 км, площадь бассейна примерно 20 000 км².
В зимнее время река замерзает на 5-6 месяцев, а в летнее происходит половодье. Оценка среднего расхода воды составляет 25 м³/с.